# Cardinal Lemoine (Paris metro)
Cardinal Lemoine är en tunnelbanestation i Paris metro för linje 10 i 5:e arrondissementet. Stationen öppnades 1931 och är belägen under Rue Monge i Quartier Latin. Stationen är uppkallad efter kardinal Jean Lemoine (1250–1313), som var påve Bonifatius VIII:s diplomatiska sändebud.

## Stationens utseende
| Sidoperrong |                       |
|             | ← Maubert – Mutualité |
|             | Jussieu →             |
| Sidoperrong |                       |

## Omgivningar
- Saint-Nicolas-du-Chardonnet
- Saint-Séverin
- Square Paul-Langevin
- Rue Monge

## Bilder
| - Tunnelbanestationen Cardinal Lemoine. - Saint-Nicolas-du-Chardonnet. - Saint-Séverin. - Square Paul-Langevin. |